# Liste der Nummer-eins-Hits in Malaysia (2017)
Diese Liste der Nummer-eins-Hits in Malaysia 2017 basiert auf den offiziellen Chartlisten der RIM. Die Charts basieren allein auf Musikstreaming.

## Singles
| | Liste der Nummer-eins-Hits in Malaysia | Liste der Nummer-eins-Hits in Malaysia | Liste der Nummer-eins-Hits in Malaysia                                                                   | 2018 →                    |
| \| Zeitraum \| Wo. ges. \| Interpret \| Titel Autor(en) \| Zusätzliche Informationen \| \| (Zeitraum, Wochen auf Platz eins, Interpret, Titel, Autor[en], zusätzliche Informationen) \| \| \| \| \| \| ----------------------------------------------------------------------------------------- \| -------- \| ----------------------------- \| -------------------------------------------------------------------------------------------------------- \| ------------------------- \| \| 27. Januar 2017 – 23. Februar 2017 4 Wochen (insgesamt 12) \| 12 \| Ed Sheeran \| Shape of You Ed Sheeran, Steve Mac, Johnny McDaid, Kandi Burruss, Tameka Cottle, Kevin Briggs \| – \| \| 24. Februar 2017 – 2. März 2017 1 Woche (insgesamt 2) \| 2 \| The Chainsmokers & Coldplay \| Something Just Like This Andrew Taggart, Will Champion, Guy Berryman, Jonny Buckland, Christopher Martin \| – \| \| 3. März 2017 – 6. April 2017 5 Wochen (insgesamt 12) \| 12 \| Ed Sheeran \| Shape of You Ed Sheeran, Steve Mac, Johnny McDaid, Kandi Burruss, Tameka Cottle, Kevin Briggs \| – \| \| 7. April 2017 – 13. April 2017 1 Woche (insgesamt 2) \| 2 \| The Chainsmokers & Coldplay \| Something Just Like This Andrew Taggart, Will Champion, Guy Berryman, Jonny Buckland, Christopher Martin \| – \| \| 14. April 2017 – 4. Mai 2017 3 Wochen (insgesamt 12) \| 12 \| Ed Sheeran \| Shape of You Ed Sheeran, Steve Mac, Johnny McDaid, Kandi Burruss, Tameka Cottle, Kevin Briggs \| – \| \| 5. Mai 2017 – 24. August 2017 16 Wochen \| 16 \| Luis Fonsi feat. Daddy Yankee \| Despacito Luis Rodríguez, Erika Ender, Ramón Ayala \| – \| \| 25. August 2017 – 7. September 2017 2 Wochen \| 2 \| Taylor Swift \| Look What You Made Me Do Taylor Swift, Jack Antonoff, Fred Fairbrass, Richard Fairbrass, Rob Manzoli \| – \| \| 8. September 2017 – 19. Oktober 2017 6 Wochen \| 6 \| Zayn & Sia \| Dusk Till Dawn Sia Kate Furler, Greg Kurstin, Zayn Malik, Alexander Oriet, David Anthony Phelan \| – \| \| 20. Oktober 2017 – 2. November 2017 2 Wochen (insgesamt 16) \| 16 \| Ed Sheeran \| Perfect Ed Sheeran \| – \| \| 3. November 2017 – 9. November 2017 1 Woche \| 1 \| Sam Smith \| Too Good at Goodbyes James Napier, Tor Hermansen, Mikkel Eriksen, Sam Smith \| – \| \| 10. November 2017 – 15. Februar 2018 14 Wochen (insgesamt 16) \| 16 \| Ed Sheeran \| Perfect Ed Sheeran \| – \| |                                        |                                        | |                           |
| |                                        |                                        | | → 2018 →                  |
| Zeitraum | Wo. ges.                               | Interpret                              | Titel Autor(en)                                                                                          | Zusätzliche Informationen |
| (Zeitraum, Wochen auf Platz eins, Interpret, Titel, Autor[en], zusätzliche Informationen) |                                        |                                        | |                           |
| 27. Januar 2017 – 23. Februar 2017 4 Wochen (insgesamt 12) | 12                                     | Ed Sheeran                             | Shape of You Ed Sheeran, Steve Mac, Johnny McDaid, Kandi Burruss, Tameka Cottle, Kevin Briggs            | –                         |
| 24. Februar 2017 – 2. März 2017 1 Woche (insgesamt 2) | 2                                      | The Chainsmokers & Coldplay            | Something Just Like This Andrew Taggart, Will Champion, Guy Berryman, Jonny Buckland, Christopher Martin | –                         |
| 3. März 2017 – 6. April 2017 5 Wochen (insgesamt 12) | 12                                     | Ed Sheeran                             | Shape of You Ed Sheeran, Steve Mac, Johnny McDaid, Kandi Burruss, Tameka Cottle, Kevin Briggs            | –                         |
| 7. April 2017 – 13. April 2017 1 Woche (insgesamt 2) | 2                                      | The Chainsmokers & Coldplay            | Something Just Like This Andrew Taggart, Will Champion, Guy Berryman, Jonny Buckland, Christopher Martin | –                         |
| 14. April 2017 – 4. Mai 2017 3 Wochen (insgesamt 12) | 12                                     | Ed Sheeran                             | Shape of You Ed Sheeran, Steve Mac, Johnny McDaid, Kandi Burruss, Tameka Cottle, Kevin Briggs            | –                         |
| 5. Mai 2017 – 24. August 2017 16 Wochen | 16                                     | Luis Fonsi feat. Daddy Yankee          | Despacito Luis Rodríguez, Erika Ender, Ramón Ayala                                                       | –                         |
| 25. August 2017 – 7. September 2017 2 Wochen | 2                                      | Taylor Swift                           | Look What You Made Me Do Taylor Swift, Jack Antonoff, Fred Fairbrass, Richard Fairbrass, Rob Manzoli     | –                         |
| 8. September 2017 – 19. Oktober 2017 6 Wochen | 6                                      | Zayn & Sia                             | Dusk Till Dawn Sia Kate Furler, Greg Kurstin, Zayn Malik, Alexander Oriet, David Anthony Phelan          | –                         |
| 20. Oktober 2017 – 2. November 2017 2 Wochen (insgesamt 16) | 16                                     | Ed Sheeran                             | Perfect Ed Sheeran                                                                                       | –                         |
| 3. November 2017 – 9. November 2017 1 Woche | 1                                      | Sam Smith                              | Too Good at Goodbyes James Napier, Tor Hermansen, Mikkel Eriksen, Sam Smith                              | –                         |
| 10. November 2017 – 15. Februar 2018 14 Wochen (insgesamt 16) | 16                                     | Ed Sheeran                             | Perfect Ed Sheeran                                                                                       | –                         |